# شارلوت كورنويل
شارلوت كورنويل (بالإنجليزية: Charlotte Cornwell)‏ هي ممثلة بريطانية، ولدت في 26 أبريل 1949 في مرليبون في المملكة المتحدة.

## وصلات خارجية
- شارلوت كورنويل على موقع IMDb (الإنجليزية)
- شارلوت كورنويل على موقع ميوزك برينز (الإنجليزية)
- شارلوت كورنويل على موقع ديسكوغز (الإنجليزية)
- شارلوت كورنويل على موقع قاعدة بيانات الفيلم (الإنجليزية)